# استوديو تير
استوديو تير (باليابانية: 株式会社ティアスタジオ، بالروماجي: Kabushiki-gaisha Teia Sutajio) هو استوديو رسوم متحركة ياباني، تأسس في 15 مارس عام 2013، وأغلق في 13 ديسمبر عام 2019 بسبب الإفلاس. يقع مقره في مدينة سوغينامي في طوكيو.

## أعمال الاستوديو

### مسلسلات أنمي تلفزيونية
| العنوان                              | المخرج                         | تاريخ بداية الهرض | تاريخ نهاية العرض | عدد الحلقات | المراجع     |
| ------------------------------------ | ------------------------------ | ----------------- | ----------------- | ----------- | ----------- |
| لورد أوف فيرميليون: الملك القرمزي    | إيجي سوغانوما ساتوشي تاكافوجي  | 13 يوليو 2018     | 28 سبتمبر 2018    | 12          | [ 4 ] [ 5 ] |
| Why the Hell are You Here, Teacher!? | هيراكو كانيكو توشيكاتسو توكورو | 8 أبريل 2019      | 24 يونيو 2019     | 12          | [ 6 ] [ 7 ] |

### الأفلام
| العنوان             | المخرج          | تاريخ العرض    | المراجع     |
| ------------------- | --------------- | -------------- | ----------- |
| المدرس الملكي هايني | كاتسويا كيكوتشي | 16 فبراير 2019 | [ 8 ] [ 5 ] |

### أوفا
| العنوان                              | المخرج                         | تاريخ العرض    | عدد الحلقات | المراجع      |
| ------------------------------------ | ------------------------------ | -------------- | ----------- | ------------ |
| Fragtime                             | تاكويا ساتو                    | 22 نوفمبر 2019 | 1           | [ 9 ] [ 10 ] |
| Why the Hell are You Here, Teacher!? | هيراكو كانيكو توشيكاتسو توكورو | 11 ديسمبر 2019 | 1           | [ 11 ]       |

## وصلات خارجية
- الموقع الرسمي باللغة اليابانية